# Bom Jesus (Rio Grande do Sul)
Bom Jesus ist eine Stadt im Bundesstaat Rio Grande do Sul im Süden Brasiliens. Sie liegt etwa 240 km nordöstlich von Porto Alegre. Ursprünglich war Bom Jesus Teil des Munizips Vacaria.